# Christoph Ulrich (Jurist)
Christoph Ulrich (geboren 27. April 1968) ist ein deutscher Jurist und seit 2024 Präsident des Landesarbeitsgerichts Düsseldorf.

## Werdegang
Nach dem Abitur im Jahre 1987 leistete Christoph Ulrich zunächst den Wehrdienst ab. Er studierte ab dem Wintersemester 1988/89 zunächst Geschichte, Germanistik und Anglistik in Bonn und wechselte im folgenden Semester an die Universität zu Köln und nahm dort das Studium der Rechtswissenschaften auf, das er im Jahre 1993 mit dem ersten Juristischen Staatsexamen abschloss. Es folgte im Februar 1996 die Promotion an der Universität zu Köln zum Dr. iur. Das  Referendariat am Landgericht Mönchengladbach schloss Ulrich September 1997 ab.
Von Oktober 1997 bis zum Mai 2002 war er als Rechtsanwalt tätig und erwarb den Fachanwaltstitel für Arbeitsrecht, bevor er im Juni 2002 in den Dienst der nordrhein-westfälischen Arbeitsgerichtsbarkeit eintrat. Er wurde im Jahr 2004 zum Richter am Arbeitsgericht ernannt und war erstinstanzlich im Wesentlichen bei dem Arbeitsgericht Düsseldorf eingesetzt.
Nach seiner obergerichtlichen Erprobung von Juni 2009 bis Februar 2010 wurde  Ulrich im Oktober 2011 zum Vorsitzenden Richter am Landesarbeitsgericht Düsseldorf ernannt.
Seit 2013 engagiert er sich in der Verwaltung des Landesarbeitsgerichts. Von April 2017 bis Ende 2019 war er an den Zentralen IT-Dienstleister der Justiz des Landes Nordrhein-Westfalen bei dem Oberlandesgericht Köln (ITD NRW) teilabgeordnet. Als langjähriger IT-Dezernent des Landesarbeitsgerichts gestaltete er die Digitalisierung des Geschäftsbereichs bis hin zur Einführung der elektronischen Akte maßgeblich mit.
Seit 2020 führte  Ulrich das Dezernat 1, das im Wesentlichen die Personalangelegenheiten der Richterinnen und Richter umfasst, die IT- sowie die Bau- und Liegenschaftsangelegenheiten.
Am 1. April 2023 wurde  Ulrich zum Vizepräsidenten des Landesarbeitsgerichts Düsseldorf ernannt.
Am 20. Dezember 2024 wurde er von Justizminister Benjamin Limbach zum Präsidenten des Landesarbeitsgerichts Düsseldorf ernannt.[2] Er ist Nachfolger von Brigitte Göttling.
Außerdem arbeitet er als Dozent für verschiedene Fortbildungsträger im Rechtsgebiet Arbeitsrecht, unter anderem das Deutsche Anwaltsinstitut und ist Autor zahlreicher Veröffentlichungen.
Ulrich ist Mitglied des Verbandsausschusses des Deutschen Arbeitsgerichtsverbands.
Ulrich ist verheiratet und Vater zweier Kinder und wohnt in Neuss.

## Ämter und Mitgliedschaften
- Verbandsausschuss des Deutschen Arbeitsgerichtsverbands.[5]
- Im November 2019 wurde Ulrich zum Mitglied des Komitees des Neusser Bürger Schützenvereins gewählt, der das  Neusser-Bürger-Schützenfest organisiert[6]

## Publikationen (Auswahl)
- Münchener Anwaltshandbuch Arbeitsrecht, 6. Auflage 2025, ISBN 978-3-406-80616-2
- Antragslexikon Arbeitsrecht, 4. Auflage 2024, ISBN 978-3-406-81202-6[7]
- Schwab/Weth, Arbeitsgerichtsgesetz, 6. Auflage 2022, ISBN 978-3-504-42682-8
- Beck-online Großkommentar zum Kündigungsrecht, § 17 TzBfG[1]
- Hamacher/Ulrich: Der Beschäftigungsantrag im arbeitsgerichtlichen Verfahren, NZA 2024, 1161
- Enaux/Ulrich: Rechtsfragen der Personalentwicklung, 1. Auflage 2012
- Hamacher/Ulrich: Die Kündigung von Arbeitsverhältnissen nach Inkrafttreten und Änderung des AGG, NZA 2007, 663
- Preis/Kliemt/Ulrich: Probe- und Aushilfsarbeitsverhältnis, 2. Auflage 2003, ISBN 978-3811408579[8]
- Das Weiterbeschäftigungsverhältnis nach § 102 Abs. 5 BetrVG und vereinbarte Weiterbeschäftigung, 1. Auflage 1996